# CPD (建設)
建設業におけるCPD（しーぴーでぃー）とはContinuing Professional Developmentの略であり、技術者の継続教育を意味する。建設関係の資格認定団体が実施しており、資格取得後の継続的な教育プログラムや講習会等を提供している。技術者が研鑽に要した時間を単位に変換している。発注機関の中には、入札の参加要件に組み込むケースもある。

## 背景
1995年、アジア太平洋経済協力(APEC)地域内で技術者が自由に移動できるよう、APEC技術者資格相互承認プロジェクトが提案される。これにより、相手の国で認定した資格を自国の資格と同等と見なされるようになった。日本においては、技術士と一級建築士が相互承認の対象となった。これに伴い、技術士法が大幅に見直され、2000年4月26日に公布され、2001年4月1日に施行された。この改正に伴い、海外の技術者資格に比べて明確ではなかった、資格を得た後の継続教育が法律で義務づけられた。
この流れを受け、全国土木施工管理技士会連合会は継続教育を導入しているアメリカ、ヨーロッパを約3年間研究し、2000年8月に継続教育制度(Continuing Professional Development System:CPDS)をスタートさせた。引き続き建設コンサルタンツ協会や日本建築家協会、日本建築構造技術者協会も導入した。2001年以降、各団体・学会がCPD制度を導入した。
CPD加入者は各団体・学会においてばらつきがある。一番多いのは全国土木施工管理技士会連合会で、2009年には10万人を超えた。
2003年、公共工事の入札参加資格にCPD制度の単位取得者を優遇する動きが出た。広島県と鳥取県では、2003年の入札参加資格から、全国土木施工管理技士会が実施しているCPDSの単位取得者を優遇する措置を講じた。国土交通省でも九州地方整備局が2004年からCPD履修証提出時、技術審査で加点評価する仕組みを試行した。以後、様々な公共機関で、CPD制度の単位取得者を総合評価落札方式で採用しているが、評価基準は各機関によって異なっている。
2010年5月に行われた事業仕分けの判定に従い、国土交通省は12月、監理技術者の資格者証と講習義務を廃止し、技術者のCPD単位の取得履歴などを盛り込んだ技術者データベースを整備する方針を決定した。しかし2015年現在、資格者証と講習義務は廃止されていない。

## 問題点
各団体で単位の認定基準がばらついているという問題がある。一例としては、日本技術士会では講習会の内容を制限していないが、全国土木施工管理技士連合会では第三者が教育内容や時間を証明できるもののみ単位を認めるなどである。
この問題を解消しようと各団体が集まり、2003年7月に建設系CPD協議会を設立した。単位認定や教育形態をそろえて相互認証できるようにするのが目的で、ICカードによるCPD登録を検討していたが、いずれも頓挫し、団体のルールを尊重する立場となっている。
他にも、「講習会の受講に費用がかかる」、「地方には研修会が少なくて単位を取得しにくい」という声もある。「講習会を開く公益法人などの団体が焼け太りするだけ」と指摘する人もいる。

## 審査方式
入口審査方式
主催者がプログラムを学協会に申請し、認定を受けた後に開講する。受講者は受講後、データベースに自動登録されるか、学協会に登録を申請後データベースに登録される。
出口審査方式
主催者がプログラムを開講し、受講者は受講資料やデータを学協会に提出後、学協会がプログラムを審査してデータベースに登録する。
混合型審査方式
入口方式と出口方式を併せた方式。

## CPD制度導入団体
- 公益社団法人空気調和・衛生工学会
- 一般財団法人建設業振興基金
- 一般社団法人建設コンサルタンツ協会
- 公益社団法人地盤工学会
- 一般社団法人森林・自然環境技術者教育会
- 公益社団法人全国上下水道コンサルタント協会
- 一般社団法人全国測量設計業協会連合会
- 一般社団法人全国土木施工管理技士会連合会
- 土質・地質技術者生涯学習協議会
- 公益社団法人土木学会
- 一般社団法人日本環境アセスメント協会
- 公益社団法人日本技術士会
- 一般社団法人日本建築構造技術者協会
- 公益社団法人日本建築士会連合会
- 公益社団法人日本コンクリート工学会
- 公益社団法人日本造園学会
- 公益社団法人日本都市計画学会
- 公益社団法人農業農村工学会
- 公益社団法人物理探査学会